# میروسلاف شیمک
میروسلاف شیمک (چکی: Miroslav Šimek؛ زادهٔ ۲۷ ژانویهٔ ۱۹۵۹) قایقران کانو اهل چکسلواکی بود.